# 鶴崎駅
鶴崎駅（つるさきえき）は、大分県大分市鶴崎にある、九州旅客鉄道（JR九州）・日本貨物鉄道（JR貨物）日豊本線の駅である。事務管コードは▲920530。
2017年時点でも登記上はJR貨物の貨物駅となっているが、車扱貨物の臨時取扱駅及び社線内取扱駅となっており、貨物列車の発着はなくなっている。

## 歴史
- 1914年（大正3年）4月1日：国有鉄道（当時は鉄道院）の駅として開業[2]。
- 1945年（昭和20年）
  - 5月7日：鶴崎空襲により駅本屋被災全焼。
  - 8月8日：空襲により大野川橋梁被災橋桁落下（8月13日復旧）。
- 1960年（昭和35年）10月1日：ダイヤ改正にて新設された急行「日向」が停車。優等列車停車駅となる。
- 1964年（昭和39年）：九州石油（現・ENEOS）大分製油所への専用線が運行開始。
- 1985年（昭和60年）3月14日：荷物の取扱を廃止[5]。
- 1987年（昭和62年）4月1日：国鉄分割民営化によりJR九州・JR貨物の駅となる[5]。
- 1994年（平成6年）7月1日：専用線発着を除く車扱貨物の取扱を廃止（貨物ホーム廃止）[5]。
- 1997年（平成9年）2月28日：貨物列車の最終運行日。末期は、九州石油専用線から神埼駅への石油輸送列車のみ運行されていた[注釈 1]。
- 1998年（平成10年）3月1日：貨物列車設定廃止により、駅業務をJR貨物からJR九州に移管。
- 2001年（平成13年）3月3日：ダイヤ改正により特急「にちりん」が日中も停車となる。（夜行の「ドリームにちりん」は引き続き通過）
- 2011年（平成23年）3月12日：ダイヤ改正により特急「ドリームにちりん」が廃止されたため、全列車停車駅となった。
- 2012年（平成24年）12月1日：ICカードSUGOCAの利用を開始[6]。
- 2019年（平成31年）3月8日：跨線橋にエレベーターが新設され、供用開始。
- 2023年（令和5年）
  - 7月1日：駅遠隔案内システム（Smart Support Station）「ANSWER」を導入[7][8]。
  - 10月1日：JR九州サービスサポートによる業務委託駅から[9]九州旅客鉄道本体による直営駅へと変更される[10]。

## 駅構造
島式ホーム1面2線を有する地上駅。駅南側に駅本屋が存在し北側に貨物設備跡が残る。特急列車を含む全列車が停車するため、高速化事業の際に周辺駅で行われたようなホーム改修、構内配線や分岐器強化の変更は行われていない。
JR九州が運営する直営駅であり、駅舎内にみどりの窓口が設置されている。窓口ではICカードSUGOCAの発売も行っている。当初は2018年3月17日に牧駅 - 幸崎駅間に駅遠隔案内システム「ANSWER」を導入した上で当駅を無人化する予定であったが、高城駅 - 坂ノ市駅間に関しては「ANSWER」導入は見送られた。JR九州は駅のバリアフリー工事の進展状況や「ANSWER」導入駅の利用状況を踏まえた上で、当駅にも「ANSWER」導入を検討、2023年7月1日から導入された。同年10月1日には、駅業務委託を行っていたJR九州サービスサポートが同業務を九州旅客鉄道本体に移管したため、直営駅となった。
なお、2019年3月8日にエレベーターの供用が開始され、それに合わせてホームのかさ上げ工事も実施されている。

### のりば
| のりば | 路線      | 方向 | 行先                 |
| ------ | --------- | ---- | -------------------- |
| 1      | ■日豊本線 | 上り | 大分・小倉・博多方面 |
| 2      | ■日豊本線 | 下り | 佐伯・延岡・宮崎方面 |

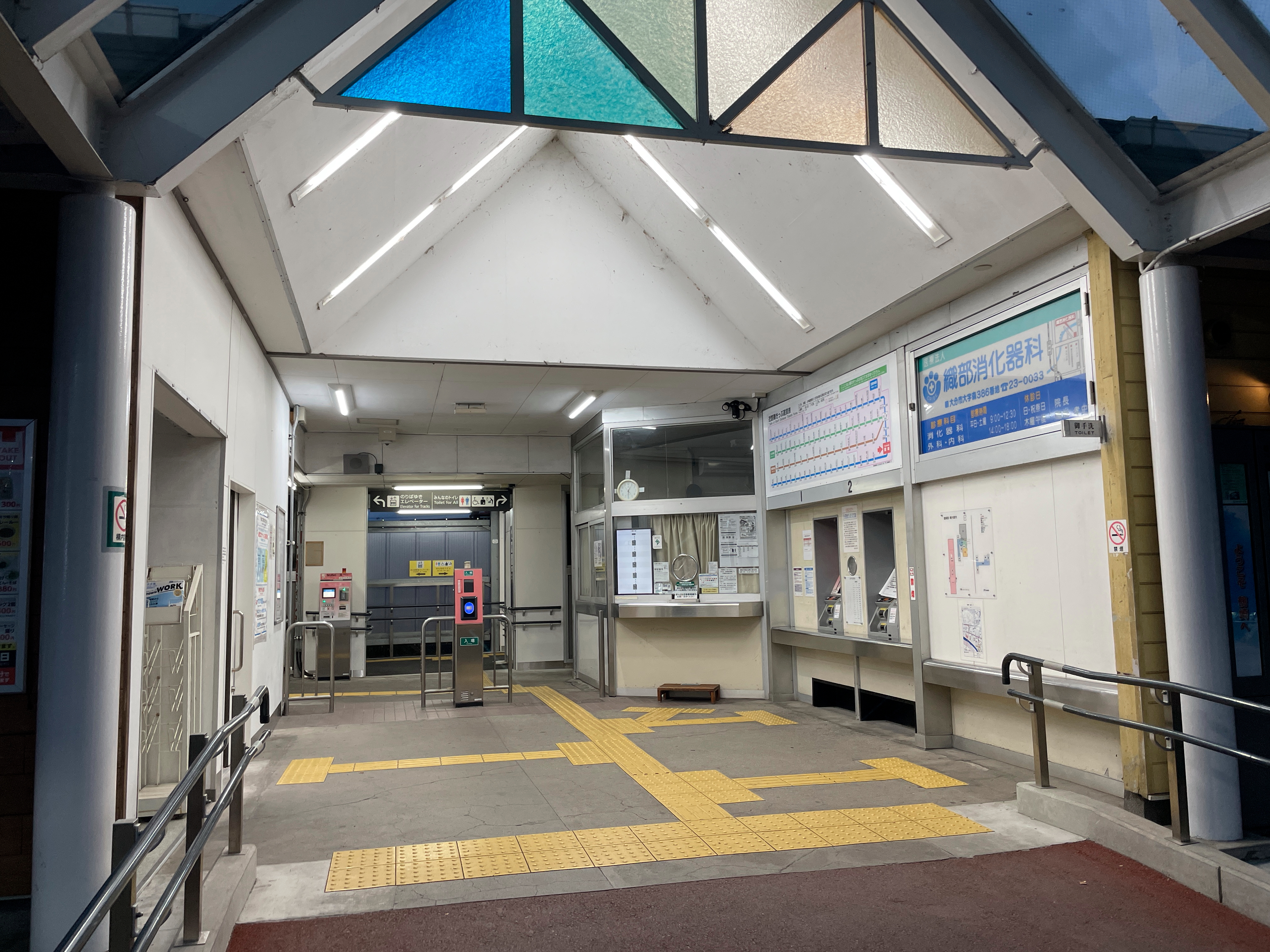
改札口
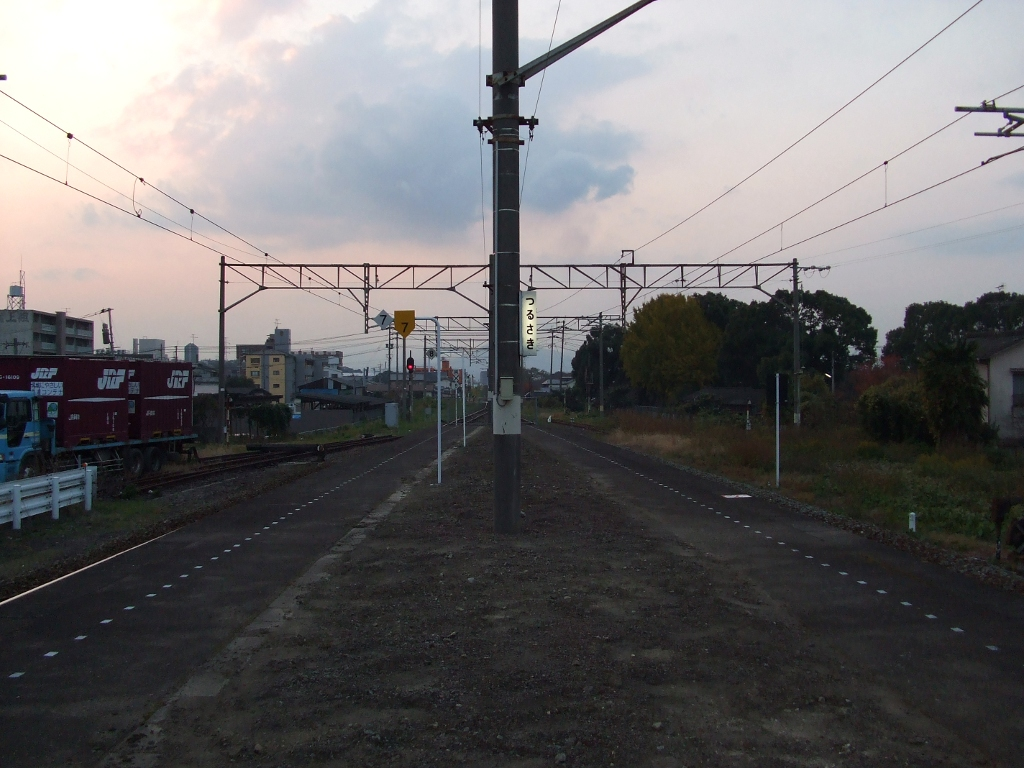
大分・別府方面
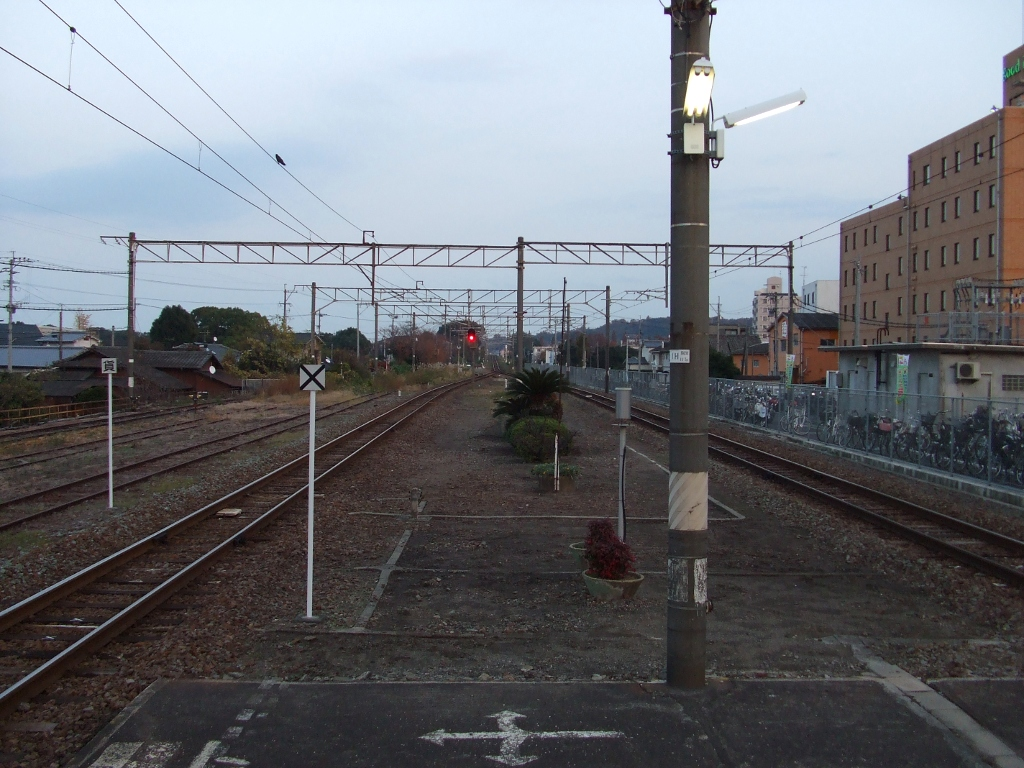
臼杵・佐伯方面（エレベーター設置前）
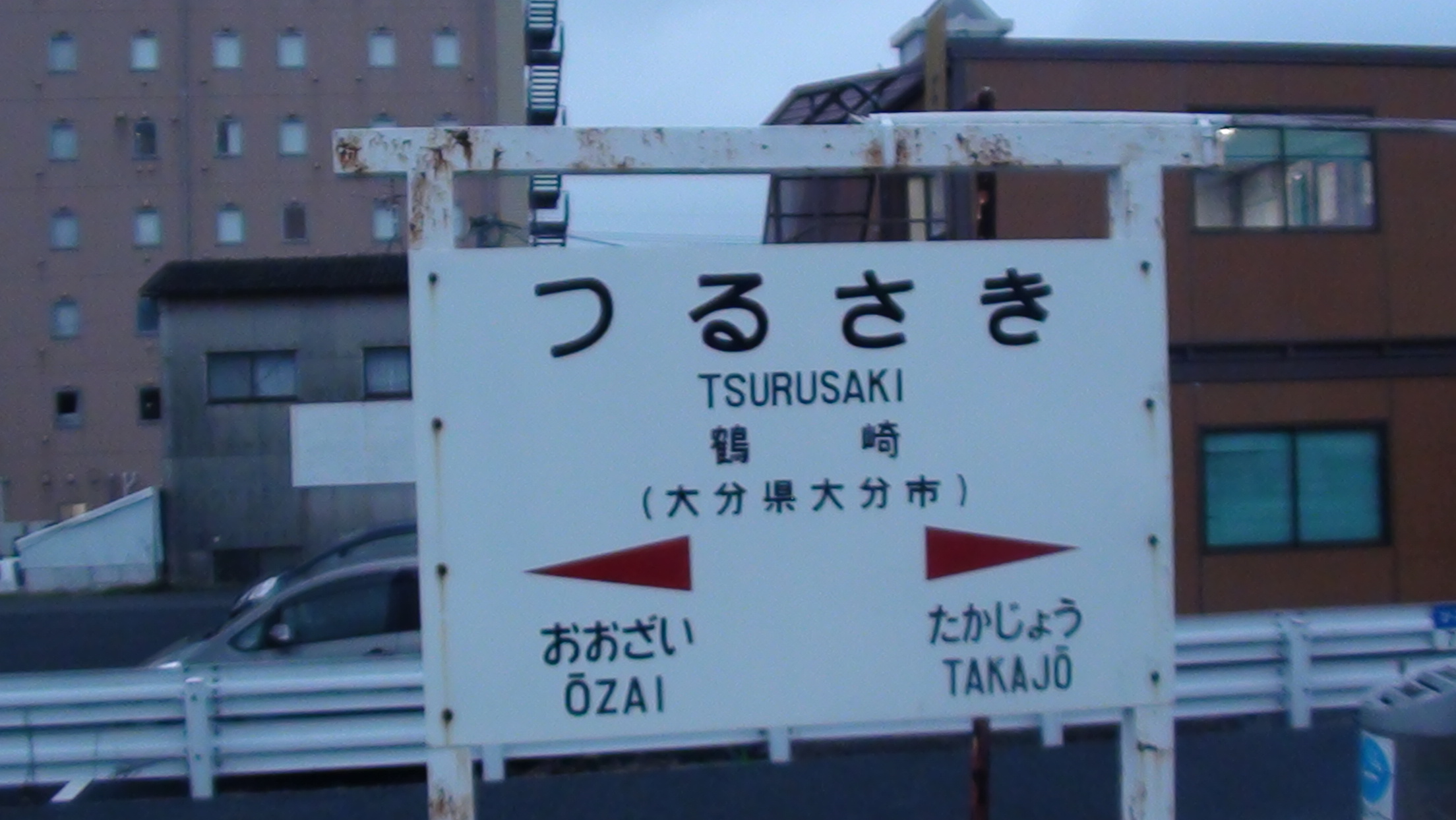
鶴崎駅の駅名標
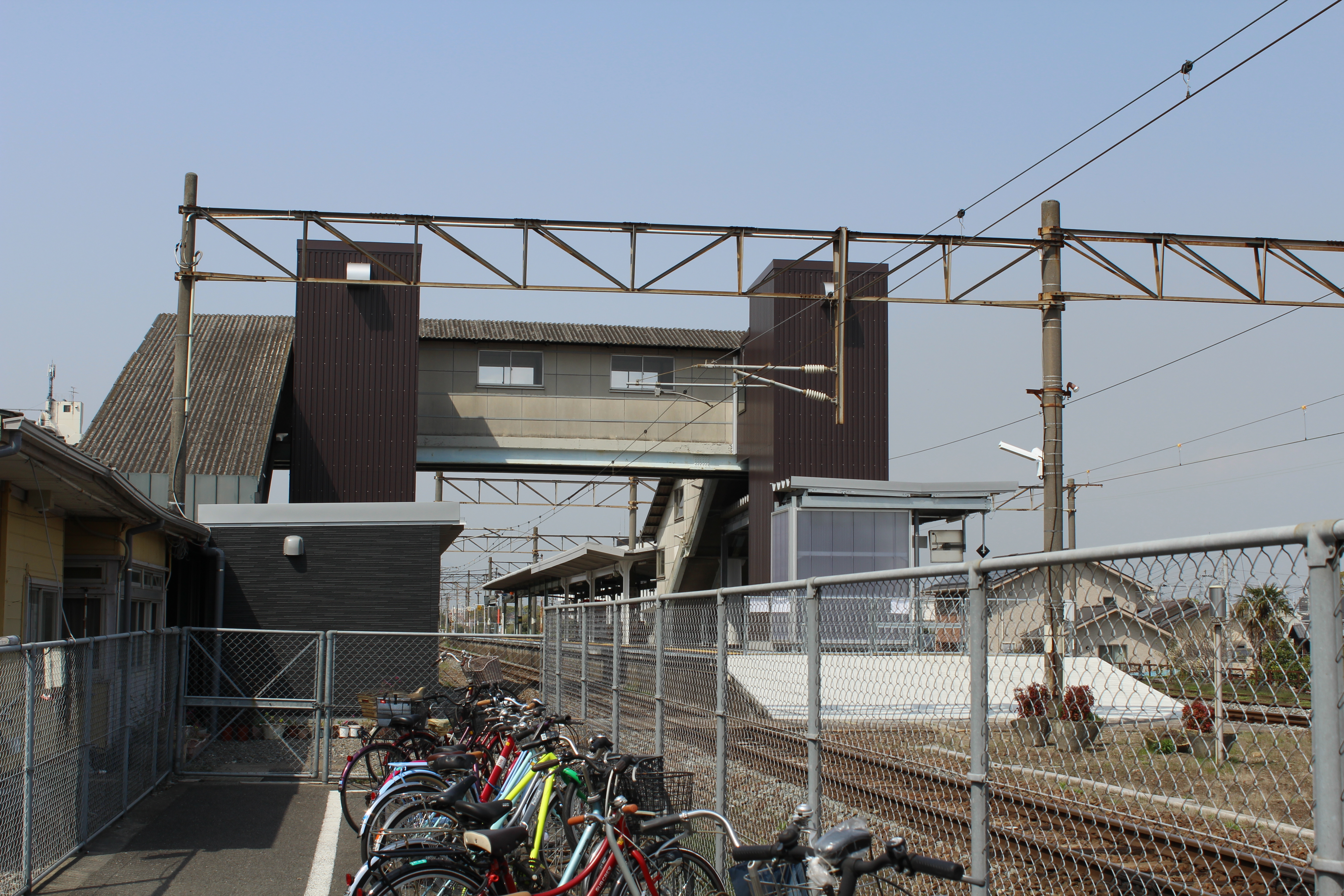
2019年3月に設置されたエレベーター。ホームも改修済み。

## 利用状況
2023年（令和5年）度の1日平均乗車人員は1,850人である。
| 乗車人員推移 | 乗車人員推移 |
| 年度         | 1日平均人数  |
| ------------ | ------------ |
| 2000年       | 1,716        |
| 2001年       | 1,745        |
| 2002年       | 1,785        |
| 2003年       | 1,785        |
| 2004年       | 1,787        |
| 2005年       | 1,740        |
| 2006年       | 1,765        |
| 2007年       | 1,795        |
| 2008年       | 1,858        |
| 2009年       | 1,802        |
| 2010年       | 1,768        |
| 2011年       | 1,764        |
| 2012年       | 1,754        |
| 2013年       | 1,870        |
| 2014年       | 1,847        |
| 2015年       | 2,053        |
| 2016年       | 2,006        |
| 2017年       | 1,966        |
| 2018年       | 1,958        |
| 2019年       | 1,922        |
| 2020年       | 1,546        |
| 2021年       | 1,540        |
| 2022年       | 1,683        |
| 2023年       | 1,850        |

## 駅周辺
旧・鶴崎市街地に位置する。周辺部には行政・公共機関の窓口や施設、金融機関や病院、ビジネスホテルなどが立地する他、古くから商店街が形成されている。1963年の合併までは鶴崎市であった。また、1980年代以降、駅前から南へと延びる県道208号鶴崎大南線に沿って、新興住宅地とロードサイド型店舗が連なるようになる。一方、駅裏となる北側は臨海工業地帯と挟まれ、近年まで狭い路地沿いに住宅と工場と農地が混在する地域となっていたが、区画整理が行われている。
- 鶴崎市民行政センター（大分市役所鶴崎支所）
- 大分市消防局東消防署
- 鶴崎駅前郵便局
- 大分港湾合同庁舎
- 独立行政法人高齢・障害・求職者雇用支援機構大分支部大分職業能力開発促進センター
- 大分商工会議所鶴崎支所
- 大分東警察署
  - 大分東警察署鶴崎駅前交番
- 大分県立大分鶴崎高等学校
- 大分県立鶴崎工業高等学校
- 国道197号
- 毛利空桑記念館・法心寺
- 姫之宮春日社
- 住友化学大分工場
- 王子マテリア大分工場
- 大分臨海工業地帯に立地する諸事業所　ENEOS大分製油所（旧新日本石油精製大分製油所）、昭和電工大分石油化学コンビナート、九州電力、大分発電所・新大分発電所
- ジャパンセミコンダクター大分事業所（旧東芝大分工場）
- ソニーセミコンダクタマニュファクチャリング大分テクノロジーセンター
- 大分キヤノン大分事業所
- 大分岡病院
- ヤマダアウトレット皆春店
- アメイズ本社 - ジョイフル鶴崎店を併設。同社のFC。
- グッドイン鶴崎・西鶴崎
- アクロスプラザ森町
- リブホール鶴崎店

## バス路線
駅より徒歩約3分の国道197号線沿いに、大分バス「鶴崎駅前」停留所がある。
大分方面
- 急行 大分行（高城経由・高城まで全停留所に停車）、大分行（高城経由）
- 大分経由南大分・大分県立病院・敷戸団地・稙田各方面行（高城経由）
  - 城南団地、敷戸団地、星和台、畑中、富士見ヶ丘、緑が丘、大学病院（旧医大病院）行

- 森町・明野経由大分行
- 桃園団地・明野経由大分行
- 海原・柳通り経由大分行
- 三佐・臨海経由大分行
- パークプレイス行

佐賀関・坂ノ市方面
同方面については2006年に大幅な路線整理、運行区間縮小が行われた。通過するバスの半数以上が3つ先の鶴崎（支所前）が終点となっている。
- 急行 佐賀関行（大在駅前経由・終点まで全停留所に停車）
- 坂の市行（大在駅前経由）
- 城原行（大在駅裏経由）
- 丸亀行
- 宮河内団地・広内行

## 隣の駅
九州旅客鉄道（JR九州）
■日豊本線
- 特急「ソニック」「にちりん」「にちりんシーガイア」停車駅

高城駅 - 鶴崎駅 - 大在駅